# Gray's Inn
The Honourable Society of Gray's Inn (L'honorable société de Gray's Inn), généralement connue sous le nom de Gray's Inn, est l'une des quatre Inns of Court de Londres : des associations professionnelles pour barristers et juges à Londres. Toute personne voulant accéder au barreau et pratiquer l'activité de barrister en Angleterre et pays de Galles doit appartenir à l'une de ces Inns. Située à l'intersection de High Holborn et de Gray's Inn Road dans le centre de Londres, l’Inn est à la fois un corps professionnel et un fournisseur d'espaces de bureaux et de logements pour les avocats qui en sont membres. Elle est dirigée par un conseil appelé « pension », dont font partie les maîtres du banc (Masters of the bench, ou Benchers), et est présidée par le trésorier, élu pour un mandat d'un an. L’Inn est connue aussi pour ses jardins, qui existent depuis 1597 au moins.
Gray's Inn ne se donne pas de date de fondation précise : par tradition, aucune des quatre Inns of Court ne se prétend plus ancienne que les autres. Des juristes et leurs apprentis se sont établis sur le site depuis au moins 1370, les archives remontant à 1381.

## Histoire

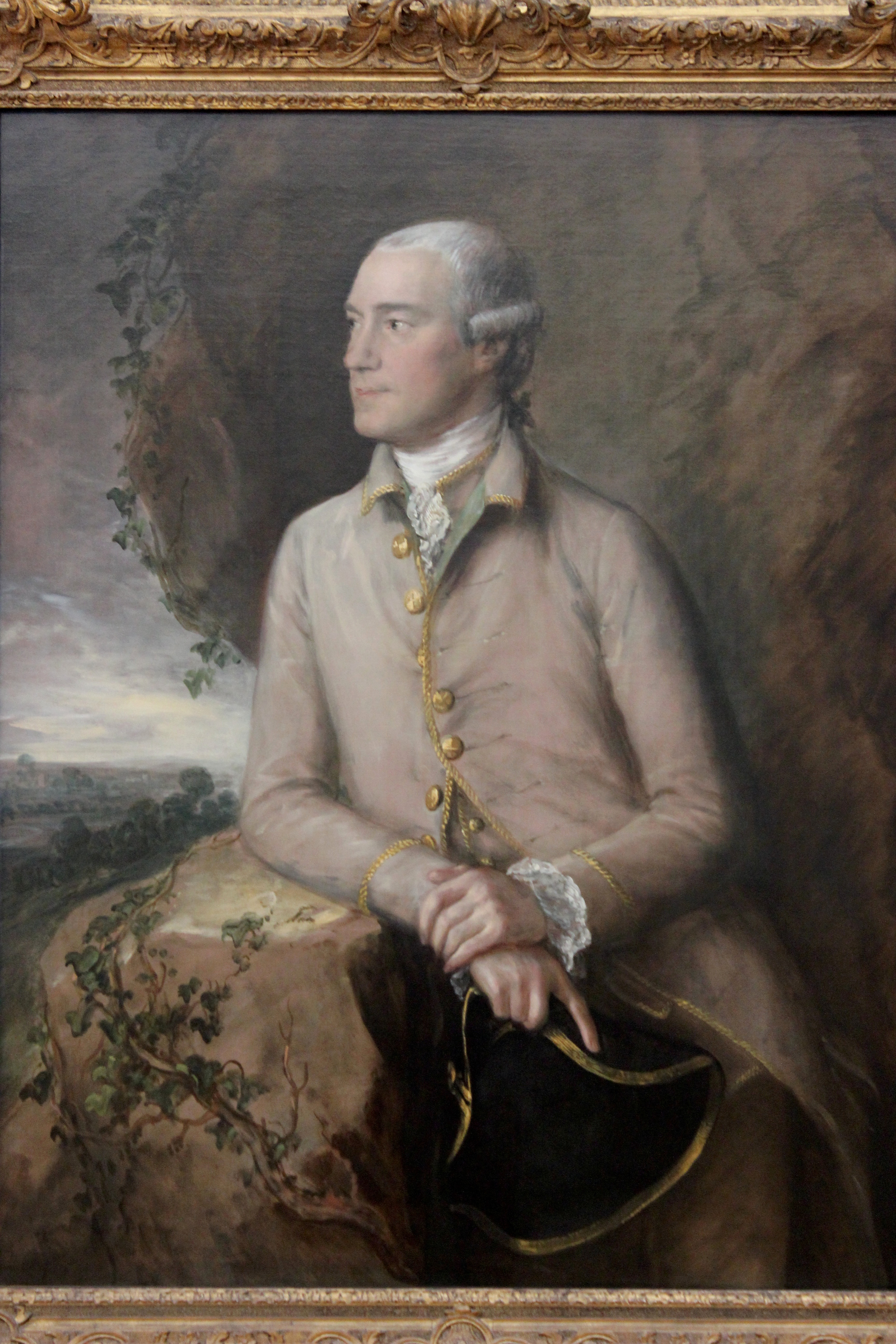
Joshua Grigby III
1760-1765
par Thomas Gainsborough
Gemäldegalerie (Berlin)

Joshua Grigby (1731-1798), descendant d'une famille éminente d'avocats, s'y est établi en 1756, en tant qu'avocat, après ses études à Cambridge. Son portrait par Thomas Gainsborough, réalisé dans les années 1760-1765, est aujourd'hui conservé à la Gemäldegalerie de Berlin.
En 1985, Rose Heilbron est la première femme trésorière du barreau de Gray's Inn.

## Liens externes

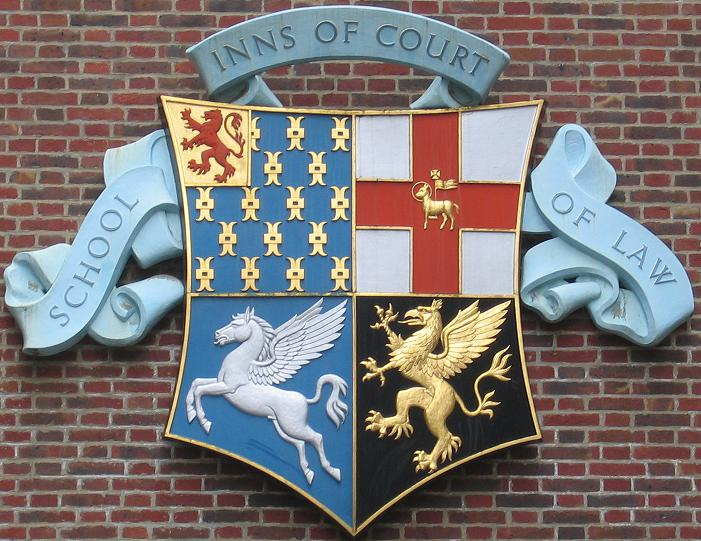
Blason des 4 Inns of Court, Gray's Inn figure au 4e quartier (en bas à droite)

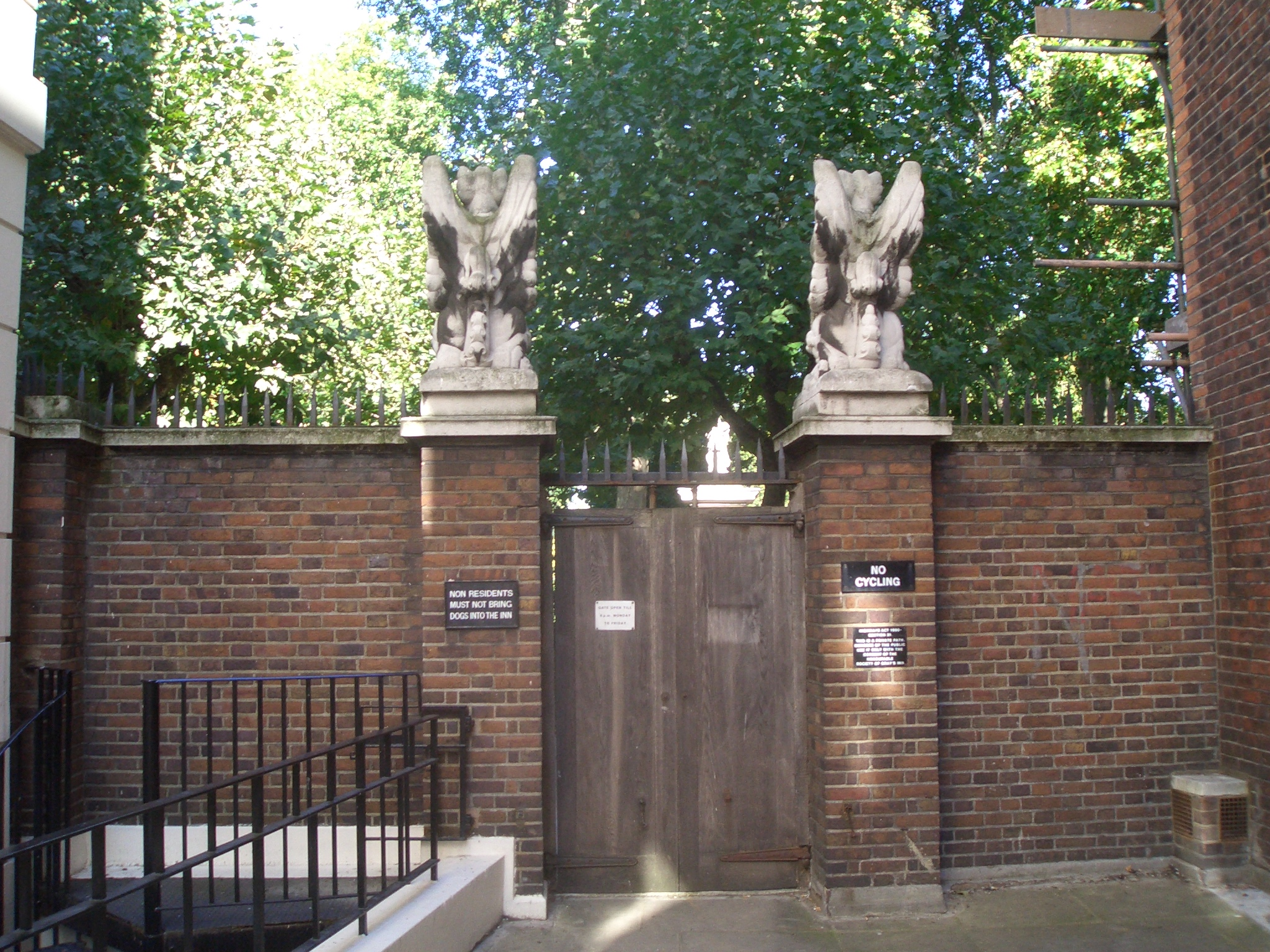
Vue arrière de l'entrée de Gray's Inn